# 王清峰
王清峰（1952年1月1日—），中華民國政治人物、律師，曾任法務部部長、監察委員、中華民國紅十字會總會長。
王清峰曾與陳履安搭檔參選1996年總統選舉，是中華民國史上第一位參與總統選舉的女性候選人（副總統），但並未當選。
2008年擔任法務部長，後因個人宗教信仰與信念不願執行死刑，最終決定自行辭職。

## 簡歷
出生於臺南市，父王生爨為台南市資深小兒科醫師。高中就讀臺北市立第一女子高級中學、後考取國立政治大學。曾獲得十三屆十大傑出女青年。
1987年，媒體報導大量少女遭父母所賣，被逼從娼，為長期從事雛妓救援及協助工作，於8月成立「婦女救援基金會」。
1990年，成立「百合中途之家」收容中心。
1992年，成立「慰安婦申訴專線」，開始展開受害人認證訪查及協助工作，致力於台籍慰安婦真相之揭發。
1997年，開設婚姻受暴婦女專線，投入協助工作。
1998年，訪問台籍慰安婦，拍攝成「阿媽的秘密——台籍慰安婦的故事」紀錄片，該片獲1998年金馬獎最佳紀錄片獎。
1999年，推動「強姦罪告訴乃論改非告訴乃論」及「若罰娼亦罰嫖」相關修法工作、並出版「台灣慰安婦報告」一書。
1999年，921地震後即投入災後重建工作，募款並參與協助災民房屋重建，其後並輔導農民改種台灣本土優良肉桂樹，增加其收益並改善水土保持，迄今仍努力協助農民開發肉桂不同商業用途、增加銷路。
2001年，景文案爆發後，受委任接管景文技術學院。
2004年，應邀擔任319槍擊案真相調查委員會委員。
2005年，中華民國任務型國代選舉中，獲張亞中等150人聯盟提名並當選，但未就職即退出該聯盟，放棄代表資格。
2008年4月21日，候任行政院長劉兆玄公佈出任馬英九就任總統後的法務部部長，並在2008年5月20日宣誓就職。就任後的首件人事案即是駁回前任部長施茂林的回任退休案，王清峰只表示「不宜、不妥」而未表示其他理由。但人事行政局與銓敘部皆隨後表示，回任公務員屬於施茂林法律上權益，最後施茂林以台北地檢署檢察長身分辦理退休，罕見地成為政務官回任一審檢察體系職務的首例，隨後施茂林發表公開信表示駁回回任係屬政治清算。
2010年3月11日，因公開表態廢除死刑，拒絕簽署四十餘位死刑犯的死刑執行令，並呼籲檢察官不要以死刑起訴。由此引起爭議，後決定自行辭職。
2012年5月25日，當選中華民國紅十字會第20任總會長。

## 參選副總統
王清峰曾與陳履安搭檔參選第九任（1996年）總統選舉，是中華民國史上第一位參與總統選舉的女性候選人（副總統），但並未當選。
| 總統候選人 | 副總統候選人 | 黨派       | 總得票數  | 得票率 | 當選 |
| ---------- | ------------ | ---------- | --------- | ------ | ---- |
| 李登輝     | 連戰         | 中國國民黨 | 5,813,699 | 54.0%  |      |
| 彭明敏     | 謝長廷       | 民主進步黨 | 2,274,586 | 21.1%  |      |
| 林洋港     | 郝柏村       | 獨立參選人 | 1,603,790 | 14.9%  |      |
| 陳履安     | 王清峰       | 獨立參選人 | 1,074,044 | 9.98%  |      |

## 爭議事件

### 不批准執行死刑
爭議的直接觸發點是，國民黨立委吳育昇在2010年2月22日立法院總質詢，質疑行政院 4 年從未執行死刑，要求行政院長吳敦義表態。王清峰後來反駁吳育昇，反對王清峰的一方指她行政怠惰，爭拗展開。社會大眾普遍認為王為一己之價值觀及宗教信仰，置國家律政維持於不顧，已明確涉及公務員瀆職行為，面對民間反彈聲浪四起，王的固執己見嚴重衝擊行政團隊形象，執政黨內部開始出現要求革去王法務部長職位的呼聲。而直到其卸任，王共積壓四十餘死囚而不執行。
3月9日，親自撰文「理性與寬容─暫停執行死刑」推動廢除死刑政策，更直言寧可下台，也絕不批准任何一件死刑執行，以保護死刑犯的生命權和人權。過往44件已判死刑的案子也絕不簽署執行。此外，王清峰也曾表示願意代替死刑犯執行，就算為死刑犯下地獄都甘心；她表示任內不會執行死刑，即便丟官也在所不惜。她強調，「並沒有忘記被害人的痛苦，也沒有看不到他們的眼淚」，她認為基於對生命權的尊重，在有周延的配套下，才會全面廢除死刑。
3月11日，民進黨籍立法委員邱議瑩表示，如果王清峰堅持廢除死刑，當初就應該拒絕接任法務部長，王清峰下臺也未嘗不是一種負責任的表現。
3月20日，東森電視的政治評論節目《關鍵報告》提出質疑：「累積五年，共44件死刑未執行，然而2008年5月20日，王清峰才宣誓就職，究竟真正該負責的是誰？」統計數據中顯示，近20年來國民黨執政時，每年槍決死刑犯均為數十人不等，當年馬英九擔任法務部長時，在野的民進黨堅決反對執行死刑。直到民進黨執政後，每年槍決的死刑犯降到個位數，且逐年降低，民進黨執政時的法務部長施茂林，雖然於2005年12月26日簽署槍決林盟凱和林信宏二名死刑犯、但之後開始全面拒簽。
3月10日，根據聯合報於晚間所進行的民調顯示，僅1成2支持廢除死刑、另不到1成民眾贊成暫緩死刑；有7成4民眾反對廢除死刑、且有4成2民眾認為王清峰應該為廢除死刑下台負責。
3月11日，知名藝人白冰冰表示，王清峰根本就「不懂法律」，不適任法務部長一職，認為「王清峰是在告訴我們，未來在台灣只要犯了罪，你可以找人被執行，因為她可以代替別人被執行。」同日晚間王清峰向行政院院長吳敦義請辭獲准。
2012年有位檢察官表示原想求處死刑，但因當時社會氛圍及王清峰曾要求檢察官盡量不要求死刑，才選擇求無期徒刑。